# Saonnet
Saonnet – miejscowość i gmina we Francji, w regionie Normandia, w departamencie Calvados.
Według danych na rok 1990 gminę zamieszkiwało 177 osób, a gęstość zaludnienia wynosiła 33 osoby/km² (wśród 1815 gmin Dolnej Normandii Saonnet plasuje się na 709. miejscu pod względem liczby ludności, natomiast pod względem powierzchni na miejscu 853.).